# Royaume de Luang Prabang
1707–1893
Entités précédentes :
- Lan Xang

Entités suivantes :
- Protectorat français du Laos

Le royaume de Luang Prabang  est l'un des trois petits États (avec ceux de Vientiane et de Champassak) qui se sont constitués lors du démembrement du royaume de Lan Xang en 1707. Il avait pour capitale Luang Prabang.

## Histoire
Le royaume s'est formé lorsque deux petits-fils du roi Surinyavongsa, qui contestaient l'autorité de leur cousin Sai Ong Hué  (successeur à Vientiane de l'usurpateur Tian Thala), s'établissent à Luang Prabang.  
En 1753 le royaume est envahi et pillé par les Birmans qui s'étaient assurés la neutralité du roi de Vientiane. En 1791 ce dernier met à profit une querelle de succession pour envahir le royaume, prendre Luang Prabang et annexer les Huan Phan. L'autorité des rois de Luang Prabang était si faible qu'ils durent se reconnaitre vassaux de la Birmanie puis du royaume de Thaïlande mais également partager au XIXe siècle le pouvoir avec la lignée de vice-rois héréditaires, issue du prince Unkéo, († 1850 à Bangkok), fils cadet du roi Manthaturath.
Dévasté par les Pavillons Noirs en 1887 le royaume, afin de se prémunir contre une annexion définitive par la Thaïlande, entre dans le giron français en 1893 sans qu'aucun protectorat ne soit formellement établi.  Il faudra attendre pour cela le traité du 29 août 1941, conclu entre Sisavang Vong et le maréchal Pétain afin de dédommager le souverain des pertes subies du fait de l'agression thaïlandaise et entérinées par la convention de Tokyo du 9 mai 1941.

## Liste des rois de Luang Prabang
- 1707-1713 : Kingkitsarath
- 1713-1723 : Ong Kham, cousin et gendre  du précédent mort en 1731
- 1723-1749 : Inthason, frère de Kingkintsarath
- 1749-1749 : Intharavongsa, fils d'Inthason abdique et meurt en 1776
- 1749-1768 : Sotika-Kuomane, fils d'Inthason (vassal de Birmanie, 1765–1768)
- 1768-1787/1791 : Surinyavongsa II, fils d'Inthason (vassal de la  Birmanie 1768–1778)
- 1787/1791-1817 : Anurutha, fils d'Inthason (1er règne);
- 1790-1794 : Occupation siamoise
- 1794-1819 : Anurutha, rétabli ;
- 1819-1837 : Manthaturath, son fils, régent d'Anurutha de 1817 à 1819, il vit comme moine à Bangkok de 1825 à 1826, puis à  Luang Prabang pendant que son royaume est administré par les fonctionnaires thaïs.
- 1837-1838 : Unkéo († 1850) (Vice-roi)
- 1838-1850 : Sukha-Söm, fils de Manthaturath ;
- 1850-1868 : Chantha-Kuman, son frère ;
- 1868-1888 : Oun Kham († 1895), son frère ;
- 1869-1887 : Souvanna Phomma, († 1887), vice-roi, fils d'Unkéo
- 1889-1920 : Bounkhong († 1920), vice-roi, son fils ;
- 1888-1904 : Zakarine, fils de Oun Kham;
- 1904-1946 : Sisavang Vong, son fils.

Le 12 octobre 1945 le roi Sisavang Vong devient officiellement roi du Laos.

## Sources
- (en) & (de) Peter Truhart, Regents of Nations, K.G Saur Münich, 1984-1988  (ISBN 359810491X), Art. « Laos », Period of Tripartition/ Periode der Dreiteilung  Luang Prabang  p.  1740.
- Paul Lévy Histoire du Laos, Que sais-je ? n° 1.549, Presses universitaires de France, Paris 1974.